# 波波 (西維吉尼亞州)
波波（英文：Paw Paw）是美国西弗吉尼亚州摩根县的一个城镇，也是摩根縣最西端的城鎮，屬於「黑格斯敦－馬丁斯堡，馬里蘭州－西維吉尼亞州都會統計區」。本鎮以附近的波波隧道而闻名，2010年人口普查人口為508人。本鎮於 1891 年 4 月 8 日設立，命名來自於附近常見的果樹－－波波樹。 
波波所在的波托马克河的蜿蜒河段（称为波波河彎， Paw Paw Bends）。該段河谷周圍有賽德林山（Sideling Hill）、綠嶺（Green Ridge）、暜什嵐山（Purslane Mountain）、陶恩山（Town Hill）等山脊。 

## 地理
波波的經緯度是39°31′52″N 78°27′25″W / 39.53111°N 78.45694°W (39.531140, -78.456920)。 
根据美国人口普查局的数据，该镇的总面积为0.53平方英里（1.37平方公里） ，無水域面積。 

## 历史
波托马克河上游河谷，最早可能在公元前一萬年就有美洲原住民居住。在 17 世纪，越來越多欧洲人抵达，將美洲原住民赶出的村庄和田地，佔據此地進行農耕。 
1681 年，英格兰国王查理二世在现在的西弗吉尼亚东部狭长地带进行了第一批土地赠与。这片包括摩根县在内的土地，最终由第六任费尔法克斯勋爵托马斯继承，称为费尔法克斯土地赠与地。 1746 年，托马斯杰斐逊的父亲彼得参加了探查波托马克河源头的測量隊，并在那里安放了称为费尔法克斯石的地标，也就是現在费尔法克斯石历史纪念碑州立公园。 
次年，乔治·华盛顿对该地区进行了调查，后来在波波河彎（因波托马克河在波波和小奥尔良镇之间蜿蜒曲折 31 英里而得名）購買了土地。华盛顿将这片土地描述为「马蹄形，幾乎被河流所包圍——两百英亩肥沃的低地，有許多核桃树。」 
到 1749 年，俄亥俄公司的毛皮贸易商在今天的波波附近的波托马克河航行，而定居者则在周围的土地上建立农场。 
1836 年，切薩皮克與俄亥俄运河公司修建隧道以免繞行波波附近長達 7 英里的河道。 两年后，巴尔的摩和俄亥俄铁路的建设开始了。由于靠近铁路和河流，波波在美国内战期间是重要战略據點，駐有约有 16,000 名联邦军，其中大部分驻扎在位于东部的 Camp Chase（现在的 Camp Hill） 。 
1868 年，紐約的JB Hoyt and Company 在波波建立了一家皮革厂，提供了数百个工作，直到 1951 年关闭。  波波也因果园和水果包装厂而闻名。  街道上有油燈照明，一直到 1926 年，波波電力公司才獲得為該镇供电的特许权。波波在1870年代早期建立第一所公立學校， 但在 1877 年的洪水中被冲走。 

## 运输

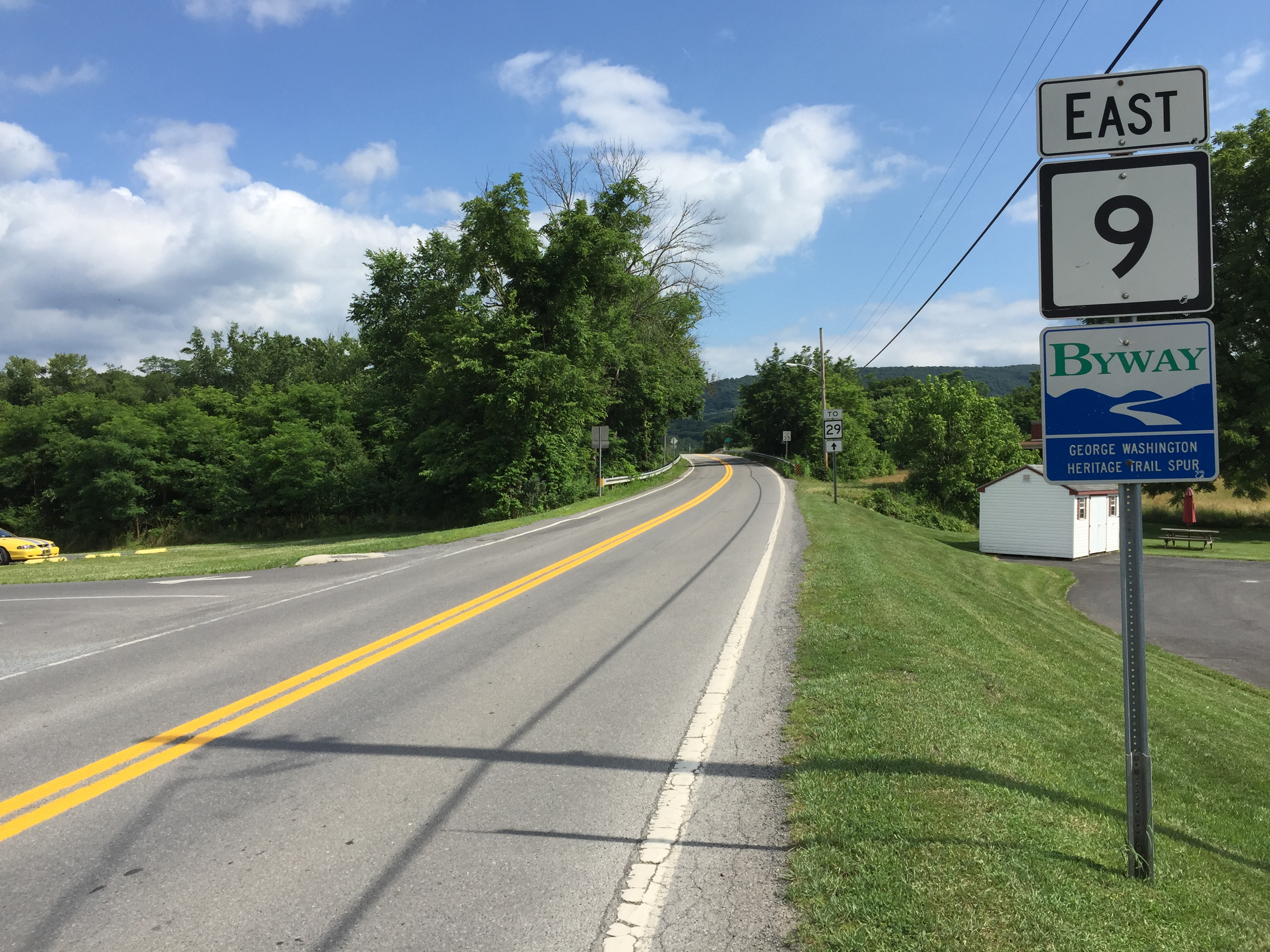
西維吉尼亞州州道9號向東行的車道。

在波波的發展過程中，切薩皮克與俄亥俄運河，以及巴爾的摩與俄亥俄鐵路，都很重要。 波多馬克河非常危险，難以航行，故在1785 年 5 月 17 日，波托马克公司获得了建造运河的特許，將要興建運河通往俄亥俄州西部定居点及其他地区，其投资者包括乔治华盛顿。 三年后，该项目花费了超过 729,000 美元，但波多馬克河每年能供航行的天數仍然只有 45 天。  1828 年，新成立的切薩比克與俄亥俄运河公司承接了該特許。
波波隧道的建设始于 1836 年，勞工主要來自英国、威尔士、德国和爱尔兰。 雖然意外、疾病、工人骚乱和财务困境不斷，这条隧道终于在 1850 年开通了。建造过程中使用了 600 万块砖頭，使用手动工具和黑火药在页岩中穿過了3118英尺。 後來由於1922 年的罢工、1924 年的洪水，以及第一次世界大战后煤炭需求量下降（煤運是運河主要收入），運河在1925年關閉。 
巴爾的摩與俄亥俄鐵路比運河晚開工，但1842年就建抵馬里蘭州的坎伯蘭，比運河還早了八年。  在波波，鐵路工程在1838年開始，爾後的半个世纪里，该镇成为繁榮的重要贸易中心。 1905 年，西马里兰铁路在本鎮建成，1914 年，巴爾的摩與俄亥俄鐵路修建了一条穿过本鎮的短线，每天有六班區間車。 巴爾的摩與俄亥俄鐵路于 1961 年在波波拆除了主線軌道，也結束了在波波的定期客运服务。波波鐵路貨運站在1845年開業，1961年關閉。 
1928 年，在波多馬克河上建造了第一座從波波通往马里兰州的橋樑，公路得以直通往坎伯兰。在此以前要用渡輪過河。 
今天，通往波波的主要公路是西維吉尼亞州道9號，向東通往縣治柏克利泉（Berkeley Springs）並與美國國道522號相接，並繼續向東可到马丁斯堡。西維吉尼亞州州道9號向西跨過波多馬克河进入马里兰州阿勒格尼县，成为马里兰州州道 51 号，繼續向西到坎伯兰，与68 号州际公路和美国國道 40号公路交匯。

## 人口统计
| 调查年 | 人口 | 备注 | %±     |
| ------ | ---- | ---- | ------ |
| 1890   | 772  |      | —      |
| 1900   | 693  |      | −10.2% |
| 1910   | 725  |      | 4.6%   |
| 1920   | 698  |      | −3.7%  |
| 1930   | 781  |      | 11.9%  |
| 1940   | 990  |      | 26.8%  |
| 1950   | 820  |      | −17.2% |
| 1960   | 789  |      | −3.8%  |
| 1970   | 706  |      | −10.5% |
| 1980   | 644  |      | −8.8%  |
| 1990   | 538  |      | −16.5% |
| 2000   | 524  |      | −2.6%  |
| 2010   | 508  |      | −3.1%  |

### 2010年人口普查
依據2010年人口普查 ，全镇共有508人， 262 間住屋，人口組成为 92.9% 的白人、2.4% 的非裔美国人、2.0% 的美洲原住民、0.4% 的亚洲人、0.4% 的其他种族， 2.0% 的人口為两个或更多种族。
平均年龄为 38.6 岁。 23.6% 的居民年龄在 18 岁以下； 7.5% 的年龄在 18 至 24 岁之间； 16.3% 为 65 岁或以上。男性49.0%，女性51.0%。